# Lee Zavitz
Leland "Lee" Zavitz (Mount Vernon, Washington, 20 août 1904 - Los Angeles, 2 juin 1977) est un spécialiste américain des effets spéciaux au cinéma.
Sa carrière décolle avec The Hurricane de John Ford (1937) et Autant en emporte le vent de Victor Fleming (1939).
Il est l'un des précurseurs des effets spéciaux réalistes dans le cinéma de science-fiction.
En 1951, il emporte l'Oscar des meilleurs effets visuels pour sa contribution à Destination... Lune ! d'Irving Pichel et Robert A. Heinlein (1950).

## Filmographie
- 1957 : Le Bord de la rivière (The River's Edge) d'Allan Dwan